# Gaspard Manesse
Pour les articles homonymes, voir Manesse.
Gaspard Manesse, né le 26 mars 1975 à Paris, est un acteur, musicien et maraîcher français.
Il obtient son premier rôle dans le film Au revoir les enfants de Louis Malle en 1987 (film dans lequel il interprète le personnage principal, Julien Quentin), plus tard il apparaît dans le film Comme il vient de Christophe Chiesa (en 2002, film pour lequel il interpréta aussi la musique). En 2007, il a participé au court-métrage de Justine Malle intitulé Cet été-là. En 2009, il joue le rôle d'Antoine dans le film de Dyana Gaye Un transport en commun.
Il est l'un des trompettistes de la formation Surnatural Orchestra et des porte-paroles de la Confédération paysanne.

## Filmographie
- 1987 : Au revoir les enfants de Louis Malle : Julien Quentin
- 1989 : Erreur de jeunesse de Radovan Tadic : le jeune homme du garage
- 2002 : Comme il vient de Christophe Chiesa : Hugo
- 2007 : Cet été-là de Justine Malle (court métrage) : Alexis
- 2009 : Un transport en commun de Dyana Gaye : Antoine